# Çatak, Altınyayla
Çatak là một xã thuộc huyện Altınyayla, tỉnh Burdur, Thổ Nhĩ Kỳ. Dân số thời điểm năm 2010 là 599 người.